# Стадион имени Ким Ир Сена
Стадион имени Ким Ир Сена (кор. 김일성경기장?, 金日成競技場?) — название крупного футбольного стадиона, находящегося в столице КНДР в городе Пхеньяне.

## История
Первоначально стадион имени Ким Ир Сена был построен в 1926 году во время нахождения Кореи под властью Японии в начале XX века.
На этом стадионе проводили ежегодные футбольные соревнования между двумя крупными городами Кореи — Пхеньяном и Сеулом, начиная с конца 1920-х годов по начало 1940-х годов.
После капитуляции Японии во Второй мировой войне в августе 1945 года, стадион использовался как место для проведения переговоров между политиками, где Ким Ир Сен произнёс свою первую речь после возвращения в Корею в том же году. В 1969 году стадион был полностью перестроен и получил название «Стадион Моранбон». Следующая реконструкция была в 1977 году. Свой нынешний вид стадион приобрёл в 1982 году — была надстроена крыша над трибунами, убраны внешние мачты с осветительным оборудованием (световое оборудование расположили под козырьком новопостроенной крыши), перестроены помещения стадиона, а также стадион получил имя Ким Ир Сена. Вместимость стадиона составляет 50 000 человек. В основном он используется для проведения футбольных матчей, до 1990-х годов в нём также проводились «массовые игры» (теперь проводятся на стадионе Первого мая).

## Наши дни
Сегодня стадион имени Ким Ир Сена используется как домашняя площадка для Сборной КНДР по футболу, Женской сборной КНДР по футболу, Пхеньянской городской спортивной группы.
В 2008 году проведение отборочного матча Чемпионата мира по футболу 2010 было перенесено из Пхеньяна в Шанхай, из-за отказа властей КНДР разрешить использовать гимн и флаг Южной Кореи на стадионе имени Ким Ир Сена, так как обе страны дипломатически не признают друг друга.
Старт и финиш ежегодного Пхеньянского марафона начинается на стадионе имени Ким Ир Сена.

## Галерея
- Стадион имени Ким Ир Сена (вид сбоку).
- Футбольная игра с командой Туркменистана на стадионе имени Ким Ир Сена в июне 2008 году.
- Футбольная игра с командой Туркменистана на стадионе имени Ким Ир Сена в июне 2008 году.
- Иностранные туристы на стадионе имени Ким Ир Сена наблюдают за футбольной игрой между командами КНДР и Туркменистана в июне 2008 года.
- Местные зрители на стадионе имени Ким Ир Сена наблюдают за футбольной игрой между командами КНДР и Туркменистана в июне 2008 года.